# Liste von Skulpturen und Kleindenkmalen in der Neustadt (Dresden)
Diese Liste von Skulpturen und Kleindenkmalen gibt einen Überblick über die Skulpturen, Plastiken, Reliefs, Medaillons, Tafeln, Stelen und anderen Kleindenkmale in der  Inneren Neustadt,  Äußeren Neustadt, Leipziger Vorstadt, Radeberger Vorstadt und Albertstadt von Dresden, die in der Liste der Kulturdenkmale in Dresden nicht enthalten, aber trotzdem von allgemeinem Interesse sind, unabhängig davon, ob sie unter Denkmalschutz stehen oder nicht.
Dies ist eine Teilliste der Liste von Skulpturen und Kleindenkmalen in Dresden.

## Neustadt (Innere und Äußere Neustadt, einschl. Albertstadt, Preußisches Viertel)
| Bild | Bezeichnung          | Adresse / Lage                                            | Beschreibung | Künstler | Jahr      |
| ---- | -------------------- | --------------------------------------------------------- | --- | --- | --------- |
|      | Skulptur             | Alaunplatz (Lage)                                         | Skulptur am Alaunplatz (Bischofsweg) | |           |
|      | Relief               | Albertbrücke (stromaufwärts) (Lage)                       | Relief unterhalb der Albertbrücke: Bomätscher oder Treidler, Schiffe ziehend | Edmund Moeller                                                                                                 | 1938      |
|      | Relief               | Albertbrücke (stromabwärts) (Lage)                        | Relief unterhalb der Albertbrücke: Leben an der Elbe (mit Elbfischer und Fährmann) | Hermann Alfred Raddatz                                                                                         | 1936      |
|      | Relief               | Albertbrücke (Lage)                                       | Schlussstein – Dresdner Stadtwappen mit Jahreszahl 1946 | |           |
|      | Relief               | Albertbrücke (Lage)                                       | Relief – Dresdner Stadtwappen am mittleren Brückenpfeiler | |           |
|      | Plastik              | Albertplatz (Lage)                                        | Plastiken an den Brunnen Stille Wasser und Stürmische Wogen: Stille Wasser (östlich) | Robert Diez | 1884–94   |
|      | Plastik              | Albertplatz (Lage)                                        | Plastiken an den Brunnen Stille Wasser und Stürmische Wogen: Stürmische Wogen (westlich) | Robert Diez | 1884–94   |
|      | Brunnen              | Albertplatz (Lage)                                        | Artesischer Brunnen mit Tempietto | Hans Erlwein, 1906, 1991 erneuert                                                                              | 1906      |
|      | Installation         | Albertplatz (Lage)                                        | Bodendenkmal Wurzelwerk als stilisiertes Sichtfenster vor der großen Platane | Chris Erben-Bernert                                                                                            | 2005      |
|      | Plastik              | Albertplatz (Lage)                                        | Bronzeplastik: Kästner-Denkmal | Wolf-Eike Kuntsche                                                                                             | 1987      |
|      | Plastik              | Albertplatz (Lage)                                        | Bronzeplastik vor der Villa Augustin: Erich Kästner als Junge auf der Mauer | Mátyás Varga                                                                                                   | 1999      |
|      | Plastik              | An der Dreikönigskirche (Lage)                            | Gusseisen-Plastik am Rebekka-Brunnen | von Michael Karlovski 1993–94 erneuert                                                                         | 1864      |
|      | Skulptur             | An der Dreikönigskirche (Lage)                            | Turm mit Skulpturen der Vier Evangelisten und der Heiligen Drei Könige sowie Giebel an der Westseite der Dreikönigskirche | | 19. Jhdt. |
|      | Skulptur             | An der Prießnitz (Lage)                                   | Skulpturenpfad Prießnitzgrund (am Prießnitztalviadukt): Lebensfluss | | 1999      |
|      | Relief               | Antonstr. 7–9 (Lage)                                      | Portal-Relief am Elephantenhaus | |           |
|      | Wappen               | Archivstr. (Lage)                                         | Wappen sächsischer Städte am Fenster im Staatsarchiv | |           |
|      | Relief               | Arndtstraße 9 / Louis-Braille-Straße 8 (Lage)             | Relief | |           |
|      | Wandbild             | Augustusbrücke (Lage)                                     | Keramik-Wandbild mit Episoden aus der Dresdner Stadtgeschichte (Bau des Dresdner Schlosses, zwei Fähren, eine Schiffsmühle und der Aufbau von Dresden-Neustadt) | Hans Nadler | 1938      |
|      | Plastik              | Augustusbrücke (Lage)                                     | Hofnarren-Denkmal (Joseph Fröhlich, 1694–1757) | Heinrich Apel                                                                                                  | 1978      |
|      | Relief               | Augustusbrücke (Lage)                                     | Reliefs zur Stadtgeschichte: Altendresden um 1640 | Dietrich Nitzsche                                                                                              | 1978–79   |
|      | Relief               | Augustusbrücke                                            | Reliefs zur Stadtgeschichte: Altendresden um 1730 | Egmar Ponndorf                                                                                                 | 1978–79   |
|      | Relief               | Augustusbrücke                                            | Reliefs zur Stadtgeschichte: Alt- und Neustadt im 18. Jhdt. | Vinzenz Wanitschke                                                                                             | 1978–79   |
|      | Relief               | Augustusbrücke                                            | Reliefs zur Stadtgeschichte: Neustadt vor 1945 | Peter Makolies                                                                                                 | 1978–79   |
|      | Skulptur             | Bautzner Str. / Glacisstr. (Lage)                         | Vase aus Sandstein in der Grünanlage Bautzner Str. Ecke Glacisstr. | |           |
|      | Skulptur             | Bautzner Str. / Holzhofgasse (Lage)                       | Pferdetränkbrunnen mit Pferdeköpfen | Paul Polte | 1921      |
|      | Skulptur             | Bautzner Str. (Lage)                                      | Beton-Skulptur zwischen Tankstelle und Diakonissenkrankenhaus (Mnemosyne-Projekt) | Ulrike Rösner, Simon Schade                                                                                    | 1997      |
|      | Skulptur             | Bautzner Str. 74 (Lage)                                   | Putten an der Terrasse der Villa | |           |
|      | Skulptur             | Bautzner Str. 82 (Lage)                                   | Schiller-Büste an der Villa | |           |
|      | Relief               | Bautzner Str. 96 (Lage)                                   | Relief am Torhaus des Marcolini-Vorwerks: Kuh mit Kalb | Franz Pettrich                                                                                                 | 1795      |
|      | Relief               | Bautzner Str. 96 (Lage)                                   | Relief am Torhaus des Marcolini-Vorwerks: Schnitter mit Hund | Franz Pettrich                                                                                                 | 1795      |
|      | Tafel                | Bautzner Str. 107 (Lage)                                  | Gedenktafel zur Erinnerung an die Tänzerin Mary Wigman | Martin Hänisch                                                                                                 |           |
|      | Pavillon             | Bautzner Str. (Lage)                                      | Pavillon oberhalb der Waldschlößchenbrücke | | 1936      |
|      | Wandbild             | Bautzner Str.                                             | Deckenbild einer kurfürstlichen Jagdgesellschaft im Pavillon oberhalb der Waldschlößchenbrücke | |           |
|      | Tafel                | Bautzner Str. 110 (Lage)                                  | Gedenktafel zur Erinnerung an die Öffnung der Stasi-Zentrale am 5. Dezember 1989 | |           |
|      | Skulptur             | Bautzner Str. (Lage)                                      | Gambrinus-Brunnen | | 1840      |
|      | Skulptur             | Bautzner Str. (Lage)                                      | Marmorskulptur: „Ecce Homo“ | Thomas Ernst                                                                                                   | 1995      |
|      | Skulptur             | Carusufer / Rosengarten (Lage)                            | Putten – Vier Jahreszeiten | Max Hermann Fritz                                                                                              | 1935–36   |
|      | Plastik              | Carusufer / Rosengarten (Lage)                            | Bronzeplastik: „ani-mal“ – früher stand dort die Bronzeplastik „Stier“ von Ernst Moritz Geyger (Kriegsverlust) | Steffen Bachmann                                                                                               | 1999      |
|      | Plastik              | Carusufer / Rosengarten (Lage)                            | Bronzeplastik: Genesung (auch „Beglückende Schönheit“) | Georg Felix Pfeifer                                                                                            | 1936      |
|      | Skulptur             | Carusufer / Rosengarten                                   | 2 Bären-Skulpturen | Rudolf Löhner                                                                                                  |           |
|      | Skulptur             | Carusufer / Rosengarten (Lage)                            | Skulptur: Große Kniende | Otto Rost |           |
|      | Relief               | Friedensstr. / Lößnitzstr. (Lage)                         | Relief „Prometheus“ | | 1900      |
|      | Skulptur             | Georgenstr. / Albertplatz (Lage)                          | Segmentgiebel an der Villa Eschebach | |           |
|      | Skulptur             | Georgenstr. (Lage)                                        | Tor an der Villa Eschebach | |           |
|      | Skulptur             | Georgenstr. (Lage)                                        | Skulptur Zweifelnde an der Villa Eschebach | Vinzenz Wanitschke                                                                                             | 1978      |
|      | Brunnen              | Georgenstr.                                               | Brunnen an der Villa Eschebach | |           |
|      | Installation         | Görlitzer Str. / Alaunstr. (Lage)                         | Kunsthofpassage mit dem - Hof der Fabelwesen (Viola Schöpe) - Hof des Lichts (mit Installatiosbühnen) - Hof der Metamorphosen (Arendt Zwicker) - Hof der Elemente (mit Blechstreifen) (Annette Paul, Christoph Roßner, André Tempel) - Hof der Tiere (Oliver Matz, Markus Sandner) - Hof des Wassers (mit Rohrleitungen)                                                                   | | 1997–2001 |
|      | Giebel               | Große Meißner Str. (Lage)                                 | Giebel an der Nordseite des Blockhauses | |           |
|      | Giebel               | Große Meißner Str.                                        | Trophäenschmuck am Giebel an der Südseite des Blockhauses | |           |
|      | Skulptur             | Große Meißner Str.                                        | Plakette zur Erinnerung an Elisa von der Recke und Christoph August Tiedge am Hotel Bellevue | Peter Pöppelmann                                                                                               |           |
|      | Skulptur             | Große Meißner Str. (Lage)                                 | Plakette zur Erinnerung an den Kapellmeister Hans von Bülow am Hotel Bellevue | Vinzenz Wanitschke                                                                                             | 1994      |
|      | Relief               | Große Meißner Str. / Japanisches Palais (Lage)            | Relief im Giebelfeld: Saxonia mit Porzellan darbietenden Asiaten und Europäern | Johann Benjamin Thomae (Entwurf: Johann Christian Kirchner)                                                    | 1733      |
|      | Skulptur             | Große Meißner Str. / Japanisches Palais (Lage)            | 24 Hermen im Innenhof (Chinesen) | Johann Christian Kirchner und Johann Matthäus Oberschall                                                       |           |
|      | Brunnen              | Große Meißner Str. / Japanisches Palais                   | Brunnenplastik im Japanischen Palais | |           |
|      | Giebel               | Große Meißner Str. / Japanisches Palais                   | Elbseitiger Giebel mit Krone und Wappen | |           |
|      | Giebel               | Große Meißner Str. / Japanisches Palais                   | Elbseitiger Giebel mit Krone und Porträtrelief Augusts des Starken | |           |
|      | Skulptur             | Große Meißner Str. / Japanisches Palais (Lage)            | 2 Atlanten in der Eingangshalle | Johann Matthäus Oberschall                                                                                     |           |
|      | Plastik              | Hafenstr. / Alter Elbhafen (Lage)                         | Lastenträger am Neustädter Elbhafen | Constantin Meunier                                                                                             | 1897      |
|      | Giebel               | Hauptstr. / Dreikönigskirche (Lage)                       | Dreiecksgiebel an der Ostseite der Dreikönigskirche | |           |
|      | Relief/Fries         | Hauptstr. / Dreikönigskirche                              | Sandstein-Relief: Dresdner Totentanz in der Dreikönigskirche (urspr. am Georgentor) mit folgenden Figuren: Tod, Papst, Kardinal, Bischof, Abt, Domherr, Priester, Mönch – Kaiser Karl V., König Ferdinand I., Herzog Georg der Bärtige, Kanzler und Ritter, Hauptmann, Magister, Ratsherr, Knecht, Bauer, Bettler, Äbtissin, Bürgersfrau, Bäuerin, Wucherer, blinder Bettler mit Kind, Tod | Christoph Walther I, um 1534                                                                                   | 1534      |
|      | Skulptur             | Hauptstr. / Dreikönigskirche (Lage)                       | Altar-Skulpturen in der Dreikönigskirche: Gleichnis Jesu mit den klugen und törichten Jungfrauen und die Evangelisten Matthäus und Johannes (im beschädigten Zustand konserviert) | Johann Benjamin Thomae                                                                                         | 1741      |
|      | Giebel               | Hauptstr. / Neustädter Markthalle (Lage)                  | Giebel der Neustädter Markthalle | | 19. Jhdt. |
|      | Skulptur             | Hauptstr. / Neustädter Markthalle (Lage)                  | Figurengruppe am östlichen Giebel der Neustädter Markthalle mit Trophäen und den Allegorien „Krieg“ und „Frieden“ (urspr. am Blockhaus) | | 19. Jhdt. |
|      | Skulptur             | Hauptstr. (Lage)                                          | Von den 1980er Jahren bis 2014 waren 8 Sandstein-Skulpturen (Zwei Gruppen zu je 4 Figuren) aufgestellt: Baukunst, Bildhauerei, Malerei, Archäologie und Hekate, Urania, Gesang, Nacht (urspr. im Zwinger). Jetzt sind wieder drei Skulpturen (als Kopien) zurückgekehrt: Archäologie, Baukunst und Gesang (Stand: März 2024), siehe .                                                      | Johann Baptist Dorsch, um 1780                                                                                 |           |
|      | Wappen               | Hauptstr. (Lage)                                          | Wappen sächsischer Städte | | 1979      |
|      | Skulptur             | Hauptstr. (Lage)                                          | 2 Barockvasen (Kopien) | Werner Hempel und Christian Hempel                                                                             | 1979      |
|      | Standuhr             | Hauptstr. (Lage)                                          | Standuhr in der Hauptstr. | |           |
|      | Relief               | Hauptstr. 11                                              | Hauszeichen | |           |
|      | Relief               | Hauptstr. 11                                              | Hauszeichen | |           |
|      | Relief               | Hauptstr. 15                                              | Hauszeichen | |           |
|      | Relief               | Hauptstr. 17                                              | Hauszeichen | |           |
|      | Skulptur             | Hauptstr. 17 (Lage)                                       | Giebel mit Skulptur am Thomae-Pavillon (Gartenhaus) in der Hauptstr. 17 | |           |
|      | Skulptur             | Hauptstr. 18a (Lage)                                      | Keramik-Skulpturen: Fohlen | Dieter Graupner                                                                                                | 1977      |
|      | Skulptur             | Hauptstr. 18a (Lage)                                      | Keramik-Skulpturen: Schmetterlinge | Dieter Graupner                                                                                                | 1977      |
|      | Relief               | Hauptstr. 19                                              | Hauszeichen | |           |
|      | Skulptur             | Hauptstr. 21 (Lage)                                       | Restaurierte Renaissance-Skulptur (urspr. am Haus von Cornelius Gurlitt, Kaitzer Str. 26) | |           |
|      | Tafel                | Hauptstr. 23 (Lage)                                       | Tafel zur Erinnerung an den ersten Sächsischen Landtag an der Dreikönigskirche | |           |
|      | Plastik              | Hauptstr. 35 (Lage)                                       | Bronzeplastik: „Alter Bock auf Säule“ | Peter Fritzsche                                                                                                | 1985      |
|      | Gedenkstein          | Hauptstr. / Jorge-Gomondai-Platz (Lage)                   | Gomondai-Gedenkstein | | 1993      |
|      | Skulptur             | Kamenzer Str. 22 (Lage)                                   | Hermen und Medaillons am Haus Kamenzer Str. 22 | |           |
|      | Relief               | Katharinenstr. 1 (Lage)                                   | Jugendstil-Fassadenschmuck am Wohnhaus | Eduard Jungbluth                                                                                               | 1905      |
|      | Relief               | Katharinenstr. 3 (Lage)                                   | Jugendstil-Fassadenschmuck am Wohnhaus | Eduard Jungbluth                                                                                               | 1903      |
|      | Relief               | Katharinenstr. 5 (Lage)                                   | Jugendstil-Fassadenschmuck am Wohnhaus | Eduard Jungbluth                                                                                               | 1903      |
|      | Relief               | Katharinenstr. 5                                          | Jugendstil-Fassadenschmuck am Portal des Hauses | Eduard Jungbluth                                                                                               | 1903      |
|      | Skulptur             | Katharinenstr. 9 (Lage)                                   | Bauplastik Feuerwehrmann an der ehemaligen Feuerwache Neustadt | |           |
|      | Skulptur             | Königsbrücker Platz (Lage)                                | Skulpturen Peter und Paul an der Ruine der St. Pauli-Kirche | |           |
|      | Stelen               | Königsbrücker Str. (Lage)                                 | 3 Glas-Stahl-Stelen | Wolfgang und Karin Korn                                                                                        | 1989–90   |
|      | Plastik              | Königsbrücker Str.                                        | Plastik Löffelreiher (im Hof vom ehem. Postamt) | Elfriede Reichel-Drechsler                                                                                     | 1964      |
|      | Portal               | Königstraße 1 (Lage)                                      | Portal am Haus Königstr. 1 | |           |
|      | Relief               | Königstr. 5 (Lage)                                        | Hauszeichen „Goldenes Ross“ | |           |
|      | Tafel                | Königstr. 5a (Lage)                                       | Gedenktafel zur Erinnerung an Friedrich August IV. (den es gar nicht gab) am Lippertschen Haus im Barockviertel Königstraße | | 1776      |
|      | Relief               | Königstr. 7 (Lage)                                        | Hauszeichen 1735–1996 | | 1735      |
|      | Innenhof             | Königstr. 11 / Nieritzstr. (Lage)                         | künstlerisch gestalteter Innenhof | |           |
|      | Relief               | Königstr. 15 (Lage)                                       | 3 Sandstein-Reliefs im Kulturrathaus | Peter Makolies                                                                                                 | 1993–94   |
|      | Skulptur             | Königstr. 15 (Lage)                                       | Skulptur auf dem Dach des Kulturrathauses | |           |
|      | Skulptur             | Königstraße (Lage)                                        | Schillerdenkmal („Schiller in der Badewanne“) | Selmar Werner                                                                                                  | 1913–14   |
|      | Skulptur             | Köpckestr. / Jägerhof (Lage)                              | Blütenbaum-Brunnen am Jägerhof | Eva Peschel | 1979      |
|      | Formsteinwand        | Köpckestr. / Jägerhof (Lage)                              | Formsteinwand aus Beton am Jägerhof | |           |
|      | Skulptur             | Köpckestr. / Jägerhof (Lage)                              | Sandstein-Skulptur: Hofjäger mit Hund (Kopie) am Jägerhof | Conrad Buchau, um 1600, Kopie 1983                                                                             | 1600      |
|      | Giebel               | Köpckestr. (Lage)                                         | Dreiecksgiebel am Finanzministerium (Saxonia mit dem Staatshaushalt) | |           |
|      | Giebel               | Köpckestr. (Lage)                                         | Giebel der Sächsischen Staatskanzlei mit Schmuckreliefs | |           |
|      | Portal               | Köpckestr.                                                | Portal der Staatskanzlei mit Schmuckelementen | |           |
|      | Portal               | Leipziger Str. 22.                                        | Ritter-Skulptur am Giebel des Hauses „Zum Deutschen Ritter“ | |           |
|      | Stele                | Löwenstr. (Lage)                                          | Gottfried-Semper-Stele bei der ehem. Villa Rosa (Nachbildung der Porträtbüste von der Brühlschen Terrasse) | | 2003      |
|      | Relief               | Louisenstr. (Lage)                                        | Skulptur und Reliefs an der alten Feuerwache: - Feuerwehrmann (Katharinenstr. 9) - 5 Reliefmedaillons: Brandstifter, Wasser, Wächter, Wind, Blitz - 2 Knaben mit Wappen: Feuernot, Wassernot | August Strohriegel, um 1912                                                                                    | 1912      |
|      | Relief               | Louisenstr. 59 (Lage)                                     | Relief an der Rädlerschen Schule: „Bete und Arbeite“ | |           |
|      | Skulptur             | Marienbrücke Neustädter Seite                             | Skulptur mit sächsischem Wappen auf dem Brückenpfeiler der Eisenbahnbrücke | |           |
|      | Schlussstein         | Marienbrücke Neustädter Seite                             | Schlussstein Nixe | Rudolf Born | 1946      |
|      | Plastik              | Martin-Luther-Platz (Lage)                                | Kriegerdenkmal Mutter und Sohn | August Schreitmüller                                                                                           | 1928      |
|      | Skulptur             | Martin-Luther-Platz (Lage)                                | Kugelbrunnen mit Granitkugel | Christian Meyer                                                                                                | 1992      |
|      | Skulptur             | Martin-Luther-Platz 5 (Lage)                              | Skulptur Luther am Haus Martin-Luther-Platz 5 | |           |
|      | Skulptur             | Neustädter Elbufer (Lage)                                 | Skulptur: „Sich befreien“ | Charlotte Sommer-Landgraf                                                                                      | 1987      |
|      | Skulpturen           | Neustädter Elbufer                                        | Skulpturen und Plastiken am Neustädter Elbufer (→ Liste der Kunstwerke am Neustädter Elbufer) | |           |
|      | Plastik              | Neustädter Elbufer / Königsufer (Lage)                    | Bronzeplastik: Bogenschütze (Kopie von Potsdam-Sanssouci) | Ernst Moritz Geyger                                                                                            | 1936      |
|      | Tafel                | Neustädter Markt                                          | Tafel am Blockhaus | |           |
|      | Relief               | Neustädter Markt (Lage)                                   | 2 Fahnenmasten mit Bronzereliefs Kaiser Wilhelm I. und König Albert zur Erinnerung an den Dresden-Besuch des Kaisers 1882: Kaiser Wilhelm I. | Heinrich Epler                                                                                                 | 1893      |
|      | Relief               | Neustädter Markt (Lage)                                   | 2 Fahnenmasten mit Bronzereliefs Kaiser Wilhelm I. und König Albert zur Erinnerung an den Dresden-Besuch des Kaisers 1882: König Albert | Heinrich Epler                                                                                                 | 1893      |
|      | Skulptur             | Neustädter Markt (Lage)                                   | Nymphenbrunnen auf dem Neustädter Markt: Elbe und Weichsel | Johann Benjamin Thomae und Johann Gottfried Knöffler, 1739–42 Kopien von Paul Polte, 1938, restauriert 1979    | 1742      |
|      | Skulptur             | Neustädter Markt (Lage)                                   | 2 Nymphenbrunnen am Neustädter Markt: Elbe und Weichsel | Johann Benjamin Thomae und Johann Gottfried Knöffler, 1739–42 Kopien von Paul Polte, 1938, restauriert 1979    | 1742      |
|      | Skulptur             | Neustädter Markt. (Lage)                                  | Skulptur: „Goldener Reiter“ (Kurfürst Friedrich August I. als römischer Imperator) | Ludwig Wiedemann (Entwurf: Jean Joseph Vinache), 1736, wieder aufgestellt 1956 Restauriert von Walter Flemming | 1736      |
|      | Brunnen              | Neustädter Markt (Lage)                                   | Brunnen am Neustädter Markt | Friedrich Kracht                                                                                               |           |
|      | Relief               | Neustädter Markt 4                                        | Fragment aus der Trümmerbergung | |           |
|      | Relief               | Neustädter Markt 11                                       | Fragment aus der Trümmerbergung (urspr. Rampische Str. 1) | |           |
|      | Relief               | Neustädter Markt 11                                       | Fragment aus der Trümmerbergung (urspr. Rampische Str. 1) | |           |
|      | Skulptur Baukunst    | Neustädter Hauptstraße                                    | Kopie der Zwinger-Skulptur von Johann Baptist Dorsch (1744–1789) | | 2024      |
|      | Skulptur Archäologie | Neustädter Hauptstraße                                    | Kopie der Zwinger-Skulptur von Johann Baptist Dorsch (1744–1789) | | 2023      |
|      | Skulptur Gesang      | Neustädter Hauptstraße                                    | Kopie der Zwinger-Skulptur von Johann Baptist Dorsch (1744–1789) | | 2024      |
|      | Plastik              | Nieritzstr. (Lage)                                        | Denkmal Karl Gustav Nieritz (1795–1876) | Gustav Adolph Kietz                                                                                            | 1876–78   |
|      | Tafel                | Nordstr. (Lage)                                           | Gedenktafel am Kraszewski-Museum (Józef Ignacy Kraszewski) | |           |
|      | Schlussstein         | Rähnitzgasse 17 (Lage)                                    | Hauszeichen „Goldene Krone“ 1710–1924 | | 1710      |
|      | Relief               | Rähnitzgasse 19 (Lage)                                    | Hauszeichen „Drei Goldene Sonnen“ | |           |
|      | Relief               | Rähnitzgasse 25 (Lage)                                    | Hauszeichen „Goldener Anker“ | |           |
|      | Relief               | Rähnitzgasse 27 (Lage)                                    | Hauszeichen „Sonne“ | |           |
|      | Relief               | Ritterstr. 21 (Lage)                                      | Stahlband-Relief „Ritter“ am ehemaligen Standort der Ritterakademie | |           |
|      | Skulptur             | Ritterstr. 23 (Lage)                                      | Skulptur IW66 (Plattenbau-Bezeichnung) | Matthias Lehmann                                                                                               | 2007      |
|      | Skulptur             | Ritterstr. 25 (Lage)                                      | Skulptur „Odyssee“ | Otto Berndt Steffen                                                                                            | 2007      |
|      | Stele                | Rosa-Luxemburg-Platz (Lage)                               | Gedenkstele mit Relieftafel Rosa Luxemburg | |           |
|      | Skulptur             | Sarrasanistr. (Lage)                                      | Zirkusbrunnen zur Erinnerung an den alten Standort des Zirkus Sarrasani | Vinzenz Wanitschke                                                                                             | 2007      |
|      | Gedenktafel          | Sarrasanistr. / Carolaplatz (Lage)                        | Gedenkstein mit Relief zur Erinnerung an den Zirkus Sarrasani | Vinzenz Wanitschke                                                                                             | 2007      |
|      | Relief               | Sarrasanistr. 19 (Lage)                                   | Stahlband-Relief „Clown im Zirkus Sarrasani“ | |           |
|      | Wandbild             | Schlesischer Platz 1 (Lage)                               | Porzellan-Wandbild „Sächsische Schlösser, Burgen und Gärten“ in der Halle des Neustädter Bahnhofs | Heinz Werner und Horst Bretschneider                                                                           | 2001      |
|      | Installation         | Wallgäßchen (Lage)                                        | Vier-Elemente-Brunnen oder Gewaltenbrunnen (nicht mehr vorhanden) | |           |
|      | Plastik              | Wigardstr.                                                | Plastik: Stehender Knabe im Staudengarten | Christine Heitmann (* 1937)                                                                                    | 1984      |
|      | Relief               | Wigardstr. 17 (Lage)                                      | Wandfries am ehem. Institut für Lehrerbildung (später Pädagogische Hochschule Dresden), heute Sitz des Sächsischen Staatsministeriums für Wissenschaft, Kultur und Tourismus, an der Attika: „Aufbruch in eine neue Zeit“ (Aufgehende Sonne mit Werktätigen sowie Lehrende und Lernende)                                                                                                   | Rudolf Löhner und Magdalene Kreßner                                                                            | 1952      |
|      | Wandfries            | Wigardstr. 17                                             | Wandfries am Institut für Lehrerbildung (später Pädagogische Hochschule Dresden), heute Sitz des Sächsischen Staatsministeriums für Wissenschaft, Kultur und Tourismus, über dem Portal: Aufgehende Sonne mit Werktätigen sowie Lehrende und Lernende | Herbert Volwahsen                                                                                              | 1952      |
|      | Denkmal              | Albertstadt Olbrichtplatz / Stauffenbergallee (Lage)      | Sowjetisches Ehrenmal (Ehrenmal für die gefallenen Soldaten der 5. Gardearmee), (urspr. am Albertplatz anstelle der „Stürmischen Wogen“ errichtet) | Otto Rost, Nov. 1945 eingeweiht, 1993 umgesetzt                                                                | 1945      |
|      | Plastik              | Albertstadt Stauffenbergallee (Lage)                      | Wappentragende Löwen an der Garnisonkirche St. Martin in Dresden | |           |
|      | Denkmal              | Albertstadt Stauffenbergallee / Albertstadtkaserne (Lage) | Gedenkstein: Pionierdenkmal, jetzt in der Offizierschule des Heeres an der Stauffenbergallee | Hermann Kress, errichtet 1923, entfernt 1947, wieder aufgestellt 2012                                          | 1923      |
|      | Mausoleum            | Albertstadt Stauffenbergallee / Albertstadtkaserne (Lage) | Fabrice-Mausoleum | |           |
|      | Plastik              | Albertstadt Stauffenbergallee / Albertstadtkaserne (Lage) | Zwei Schalen vor dem Fabrice-Mausoleum | |           |
|      | Gedenkstein          | Albertstadt Stauffenbergallee / Albertstadtkaserne        | Gedenkstein des Königlich Sächsischen Kadettenkorps | |           |
|      | Denkmal              | Albertstadt Stauffenbergallee / Albertstadtkaserne        | W.A.Roth-Denkmal zur Erinnerung an den Militärarzt Wilhelm August Roth | |           |
|      | Denkmal              | Albertstadt Stauffenbergallee / Albertstadtkaserne        | Gedenkstein der Reichswehr | |           |
|      | Denkmal              | Albertstadt Stauffenbergallee / Albertstadtkaserne        | Gedenkstein des Königlichen Preußischen Kadettenkorps | |           |
|      | Gedenkstein          | Albertstadt Stauffenbergallee / Albertstadtkaserne        | Gedenkstein des Königlichen Bayerischen Kadettenkorps bei der Albertstadtkaserne | |           |
|      | Denkmal              | Albertstadt Stauffenbergallee / Albertstadtkaserne        | Denkmal der Königlich Sächsischen Grenadier-Regimenter Nr. 100 und 101 | |           |
|      | Obelisk              | Albertstadt Stauffenbergallee / Albertpark (Lage)         | König-Albert-Obelisk im Albertpark | |           |
|      | Skulptur             | Albertstadt Marienallee (Lage)                            | Skulptur Stehender Bär an der Schule Marienallee, zwischen Marienallee Nr. 6 und 8 | Viktoria Krüger                                                                                                |           |
|      | Obelisk              | Albertstadt Marienallee (Lage)                            | Obelisk auf dem Sowjetischen Garnisonfriedhof | Friedrich Preß                                                                                                 | 1947–49   |
|      | Obelisk              | Albertstadt Dresdner Heide                                | Denkmalgeschützter Wettin-Obelisk in der Dresdner Heide | |           |
|      | Gedenkstein          | Albertstadt Fischhausstraße (Lage)                        | Gedenkstein für Karl Böhmert (Sohn von Viktor Böhmert) vor der Körperbehinderten-Schule | | 1899      |